# Закамская засечная черта

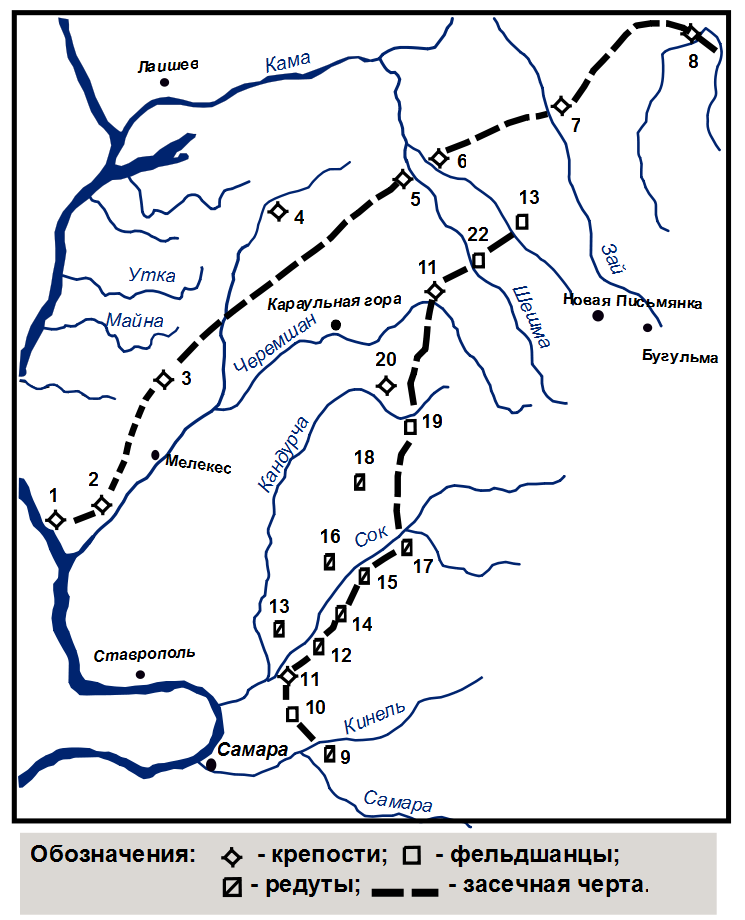
Укрепления Закамских засечных линий. 1-Белый Яр; 2-Ерыклинск; 3-Тиинск; 4-Билярск; 5-Новошешминск; 6-Кичуй; 7-Заинск; 8-Мензелинск; 9-Кинельский; 10-Красный; 11-Красноярский; 12-Раковский; 13-Чернореченский; 14-Нижнеорловский; 15-Верхнеорловский; 16-Ольшанский; 17-Суровский; 18-Липовский; 19-Кондурчинский; 20-Верхнекондурчинский; 21-Черемшанский; 22-Шешминский; 23-Кичуевский.

Закамская черта — укреплённая линия, созданная в 1652—1655 годах для защиты освоенной Российским государством территории от угрозы со стороны внешних соседей: ногайцев и калмыков.                                                                                                                                                                                  

## Строительство
Создавалась как логическое продолжение Симбирской засечной линии. В 1651 году были посланы специалисты для составления плана новой укрепленной линии, проект был утвержден и в 1652 году начались инженерные работы.
Черта начиналась от крепости Белый Яр, заложенной на левом берегу Волги, шла по правому берегу реки Черемшан, представляя собой засеки в лесах и валы на открытой местности. Вдоль этой линии были заложены города-крепости: Ерыклинск, Тиинск, Билярск, Новошешминск, Заинск, Мензелинск. Заканчивалась черта на реке Ик.
Заселялись города-крепости различными способами. В Белый Яр на «вечное житье» были отправлены 100 конных казаков и 9
ссыльных из Казанской губернии. В Ерыклинске поселили 150 пашенных крестьян из села Чалны (недалеко от Елабуги), по такому случаю причисленных к казакам. В Тиинске поселили 291 семью служилых людей, Билярске 100 семей, Новошешминске — 247, Заинске — 181, Мензелинске — 229. Только в самом незначительном, Кичуевском остроге не было постоянного военного населения.
После занятия русскими войсками Смоленска в 1654 году в Русско-польской войне (1654—1667), местную шляхту был решено расселить «по Закамской черте дворами и землями и сенными покосами и всякими угодьи». По исследованиям Г. Перетятковича в Тиинске были поселены 141 смоленский шляхтич, в Новошешминске — 127, в Заинске — 81, в Мензелинске — 129 чел. Другой исследователь, В. Новиков, считает, что смоленская шляхта в основном была поселена в Мензелинске — 124 человека (из роты Чёрного знамени), и в Шешминске — 128 человек (из роты Красного знамени). На реке Майна было расселено 43 человека из полоцкой шляхты, ещё 23 человека поселилось на реке Утка. В 1669 году в эти поселения прислали ещё 66 человек.
Из Лаишева на черту перевели 100 конных служилых казаков, из Ахтачинского острога 150 стрельцов (из них 50 конных), из Старошешминска 100 стрельцов, 29 человек перевели из села Тетюши.

## Охрана границ
Укрепления довольно часто подвергались нападениям со стороны кочевников, которые порой прорывались сквозь них для грабежей внутри черты. Так, в 1682 году объединённые отряды калмыков и башкир дошли до земель на реке Майна. Из-за постоянных жалоб крестьян и шляхты, что на черте жить страшно, в 1670 году началось строительство «города с тыном» на Майне (ныне Старая Майна), где поселили крестьян из Нижегородской, Казанской, Симбирской губерний.
В начале XVIII века было необходимо и укрепить границу и одновременно расширить территории. Было начато строительство Ново-Закамской оборонительной линии, после создания которой военное значение Закамской черты сильно упало.
Ландмилицкие полки новой линии формировались из служилых людей старой черты. Кроме того, правительство предпринимало меры по переселению жителей из пригородов старой засечной черты на новую линию. В результате во второй половине 1730-х годов поселения западной части Закамской черты опустели. В 1736 году их было решено заселить отставными солдатами. Однако за первые два года число высказавших желание переселиться в эти места составило лишь 6 человек. В результате в 1739 году было принято решение переселять туда отставных солдат насильно. К 1750 году по этому указу было переселено 2140 душ. К 1773 году в Ерыклинск и Тиинск было переселено 575 и 1087 душ мужского пола. По 5-й ревизии число поселенных отставных солдат с семьями составляло 2849 душ мужского пола и 3115 женского пола.

## Современное состояние
Объект культурного наследия народов РФ. Объект № 7330130000 (БД Викигида) — Земляной вал и ров Закамской черты (засеки) является Памятником  археологии (Распоряжение Главы администрации Ульяновской области от 29.07.1999 № 959-р)